# Obertura tràgica (Brahms)
L'Obertura tràgica, op. 81 (en alemany: Tragische Ouvertüre), és una peça orquestral escrita per Johannes Brahms (1833-1897) l'any 1880. Està en la tonalitat de re menor. Fou estrenada el 26 de desembre de 1880 a Meiningen sota la direcció de l'autor.
La peça va ser composta en el mateix any que l'Obertura per a un festival acadèmic.

## Orquestració i estructura
L'obra està orquestrada per a flautí, dues flautes, dos oboès, dos clarinets, dos fagots, quatre trompes, dues trompetes, tres trombons, tuba, timbales i corda.
La peça està escrita en la forma sonata i té una durada aproximada de tretze minuts. Està estructurada en tres seccions, totes en la tonalitat de re menor:
1. Allegro ma non troppo
2. Molto più moderato
3. Tempo primo ma tranquillo

L'obra, molt més personalitzada i estructurada que l' Obertura per a un festival acadèmic, ha suscitat, equivocadament, diversos intents de realitzar una interpretació literària. Com és habitual en Brahms, és una obra de música pura, però molt representativa del seu temperament nòrdic; té un caràcter fogós, rude, esquerp. Hi ha moments en els quals el motiu sembla immobilitzar-se, interioritzar-se i, en la secció de desenvolupament, apareix un tema amb un ritme de marxa atenuada i enigmàtica.
Els teòrics discrepen en l'anàlisi formal de la peça: Jackson troba la descripció múltiple de Webster bastant obscurista i prefereix etiquetar la forma de l'obra com un "disseny de sonata invertit" en el qual el segon grup recapitula abans del primer, com l'Obertura Coriolà de Ludwig van Beethoven com un possible model formal.